# Elena Aržakova
Elena Vladimirovna Aržakova (in russo Елена Владимировна Аржакова?; Barnaul, 8 settembre 1989) è una mezzofondista russa campionessa europea 2012 negli 800 metri, successivamente privata del titolo sulla base di "indicatori anomali del profilo ematologico del passaporto biologico".

## Biografia
Elena Aržakova è nata l'8 settembre 1989 a Barnaul, ma la sua famiglia si trasferì sibuto in Jakuzia per vivere con la nonna. All'età di 7 anni, si spostò con i genitori a Gorno-Altaisk, dove entrò a far parte della sezione di atletica leggera. Per molto tempo si è specializzata nei 3000 metri siepi, ma dal 2011 iniziò a correre anche gli 800 e i 1500 metri.
Nel marzo 2011, Elena Aržakova ottenne il suo primo grande successo internazionale. Ai Campionati Europei Indoor, la giovane atleta si laureò campionessa nei 1500 metri. Nello stesso anno, alle Universiadi estive di Shenzhen, in Cina, Aržakova fu vicina a vincere il premio, ma nella finale dei 1500 metri, arrivò solo quarta.
Nella primavera del 2012, ai Campionati Europei di Helsinki, Elena Aržakova vinse la gara degli 800 metri, e solo una settimana dopo vinse l'argento ai campionati russi nella stessa distanza. I successi di Aržakova non passarono inosservati e l'atleta fu inclusa tra le prime tre atlete ad aver ottenuto il diritto di competere alle Olimpiadi estive di Londra. Nella gara degli 800 metri l'atleta  riuscì ad arrivare in finale, ma nella gara decisiva si posizionò solo al 6º posto.
Nell'estate del 2015 tornò a praticare sport dopo la squalifica, classificandosi al 4° posto nella gara degli 800 metri a Yerino.
Ai campionati invernali russi del 2016 a Mosca, si posizionà 22ª nella gara degli 800 metri, con un tempo di 2 06' 36''.

### Squalifica
Il 30 aprile 2013 venne comunicato che la commissione antidoping della Federazione russa di atletica leggera (ARAF) aveva squalificato la Aržakova per due anni sulla base di "indicatori anomali del profilo ematologico del passaporto biologico". Tutti i risultati ottenuti dall'atleta dal 12 luglio 2011 vennero annullati, compresi i risultati dei campionati europei del 2012. La squalifica venne imposta dal 29 gennaio 2013 al 28 gennaio 2015.

## Palmarès

### Europei indoor
Individuale
- Oro nei 1500 a Parigi 2011